# La omicidi
La omicidi è una serie televisiva italiana andata in onda in prima visione su Rai 1 nel 2004.

## Trama
Un serial killer firma i suoi delitti con terzine della Divina Commedia di Dante. Il vicequestore Malatesta è a capo della squadra speciale della Polizia (sezione Omicidi) che indaga, e Malatesta chiama il commissario Antonio Lazzaro dal ritorno dal Sud America per coordinare le indagini, e anche di risolvere casi d'omicidio difficili.

## Episodi
La prima e unica stagione della serie è composta da 6 episodi, che vennero trasmessi originariamente su Rai 1 dal 17 settembre 2004 al 22 ottobre 2004. L'intera serie venne diretta da Riccardo Milani e prodotta da Edwige Fenech.
| nº | Titolo originale                 | Prima TV          |
| -- | -------------------------------- | ----------------- |
| 1  | Legami di sangue                 | 17 settembre 2004 |
| 2  | Partita persa                    | 24 settembre 2004 |
| 3  | Sciarade                         | 1º ottobre 2004   |
| 4  | Delitto per delitto              | 8 ottobre 2004    |
| 5  | L’uomo dei colombi               | 15 ottobre 2004   |
| 6  | Per me si va nella città dolente | 22 ottobre 2004   |

## Cast
- Omero Antonutti: vice questore Malatesta
- Massimo Ghini: Antonio Lazzaro
- Luisa Ranieri: Simona Colli
- Gabriele Mainetti: Sebastiano Strada
- Massimiliano Bruno: Claudio Melani
- Chiara Conti: Irene Mancini
- Lucia Ocone: Elettra Crocetta
- Giuseppe Soleri: Emilio Cantore
- Raffaele Vannoli: Raffaele Baiocco
- Marcello Mazzarella: Gabriele Olivieri
- Roberto De Francesco: don Luca
- Lucia Sardo: madre di Olivieri
- Margherita Ghini: Valentina Lazzaro
- Mario Scarpetta: padre di Simona
- Massimo De Santis: Lettieri
- Luca Angeletti: Palizzi
- Vittorio Viviani: Colasanti
- Giorgio Colangeli: Venario